# 킹덤: 아신전
《킹덤: 아신전》은 2021년 7월 23일에 넷플릭스로 공개된 조선 시대 배경 대한민국의 드라마이다. 좀비가 등장한다.

## 등장 인물

### 주요 인물
- 전지현: 아신 역 (아역 김시아)
- 박병은: 민치록 역
- 김뢰하: 타합 역
- 구교환: 아이다간 역
- 지현준: 동첨절제사 역
- 정석원: 범일 역
- 권범택: 이승희의원 역

### 그 외 인물
- 심우성: 상금군관 2 역
- 박성현: 상급군관 3 역
- 박건: 상급군관 4 역
- 이승일: 상급군관 5 역
- 이창재: 상급군관 6 역
- 권혁범: 군졸 1 역
- 박지홍: 군졸 2 역
- 김건하: 군졸 3 역
- 조연우: 군졸 4 역
- 김철윤: 군졸 5 역
- 김한: 군졸 6 역
- 이규원: 군졸 7 역
- 김현목: 군졸 8 역
- 이우철: 파저위사내 1 역
- 공경배: 파저위사내 2 역
- 최동구: 파저위사내 3 역
- 김민귀: 파저위사내 4 역
- 나대한: 파저위사내 5 역
- 정연채: 파저위사내 6 역
- 이세호: 파저위사내 7 역
- 정현옥: 파저위사내 8 역
- 김준오: 배식 파저위 역
- 전수지: 아신 모 역
- 김담호: 아신 남동생 역
- 손지아: 아신 동생 1 역
- 유준수: 아신 동생 2 역
- 박순정: 옆집 아낙 역
- 김봉조: 여진족 부락 족장 역
- 김송일: 여진족 의원 역
- 윤종구: 심종장 1 역
- 전진오: 심종장 2 역
- 송인국: 착호백성 1 역
- 한규원: 착호백성 2 역
- 전영: 대갓집 아낙 역
- 곽민규: 만포 행인 1 역
- 최용현: 만포 행인 2 역
- 김태준: 의주 행인 1 역
- 김한종: 의주 행인 2 역
- 김윤배: 집무실마당 군졸 1 역
- 김회진: 집무실마당 군졸 2 역
- 손문영: 상급군관 호위병 1 역
- 김재현: 상급군관 호위병 2 역
- 남민우: 전령 역
- 강신철: 범일 호위병 1 역
- 김석주: 범일 호위병 2 역

- 이종무: 번호부락민 역
- 임효진: 번호부락민 역
- 김민환: 번호부락민 역
- 박노경: 번호부락민 역
- 윤상원: 번호부락민 역
- 이한: 번호부락민 역
- 고나영: 번호부락민 역
- 나영선: 번호부락민 역
- 김석영: 번호부락민 역
- 정지영: 번호부락민 역
- 전아희: 번호부락민 역
- 김진태: 군졸 역병환자 역
- 나진수: 군졸 역병환자 역
- 김남현: 군졸 역병환자 역
- 김범준: 군졸 역병환자 역
- 방원규: 군졸 역병환자 역
- 신경석: 군졸 역병환자 역
- 윤선근: 군졸 역병환자 역
- 정풍교: 군졸 역병환자 역
- 채민영: 군졸 역병환자 역
- 박세현: 군졸 역병환자 역
- 한승이: 허리꺾이는 군졸 역
- 연시우: 기녀 역
- 김지현: 기녀 역
- 송연: 기녀 역
- 성남: 몰살 여진족 족장 역
- 이소현: 하인 꼬마 역
- 정상훈: 지게꾼 하인 역
- 황재호: 겁먹은 착호백성 역
- 김만호: 여진족 죄수 역
- 오세인: 군졸 발 역
- 김성한: 8척 군졸 역
- 염지은: 의주 아낙 역
- 한성수: 생사초 역병환자 역
- 유재연: 생사초 역병환자 역
- 황윤호: 생사초 역병환자 역
- 김세정: 생사초 역병환자 역
- 문바름: 생사초 역병환자 역
- 박종범: 생사초 역병환자 역
- 송지혁: 생사초 역병환자 역
- 국중이: 생사초 역병환자 역
- 박수찬: 생사초 역병환자 역
- 권용덕: 생사초 역병환자 역
- 김현우: 생사초 역병환자 역

### 특별출연
- 이재균: 파저위 청년 역

### 특별섭외
- 김지현: 아신 스탠드인 역
- 나채링: 어린 아신 손대역 역
- 양정현: 어린 아신 발대역 역
- 이채아: 아린아신 카누대역 역
- 곽진석: 호랑이 모션액터 역
- 전영: 노루 모션액터 역
- 이학재: 민치록 달리기대역 역
- 최진호: 군졸 2 역병환자대역 역
- 전영: 군졸 2 역병환자대역 역
- 이슬비: 아신 카누대역 역
- 최승기: 타합 카누대역 역
- 정해승: 타합 도축대역 역
- 정준식: 서예대필 역